# Halichoeres

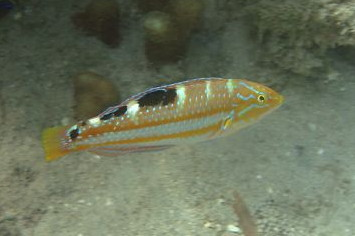
Halichoeres radiatus

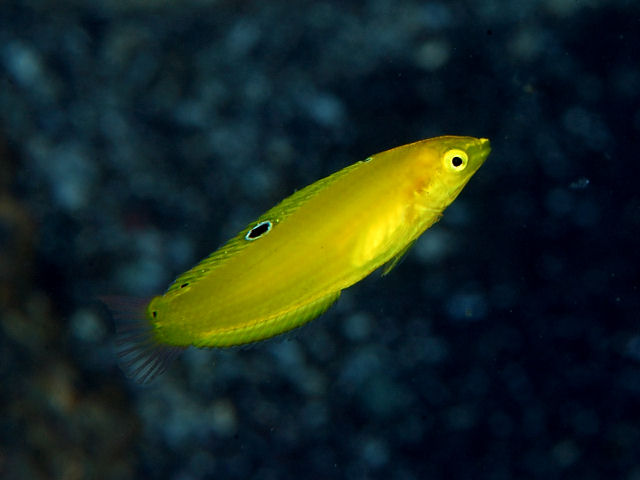
Halichoeres chrysus

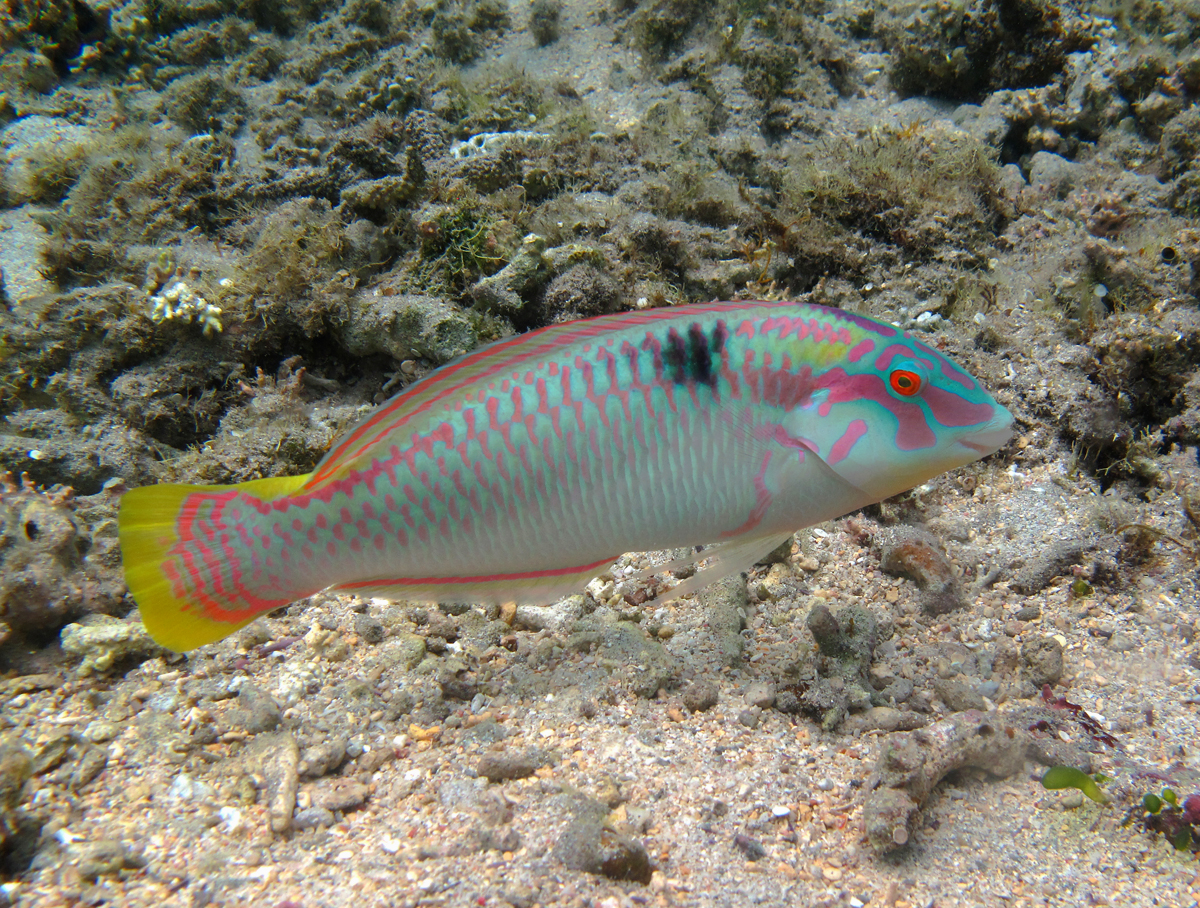
Halichoeres scapularis

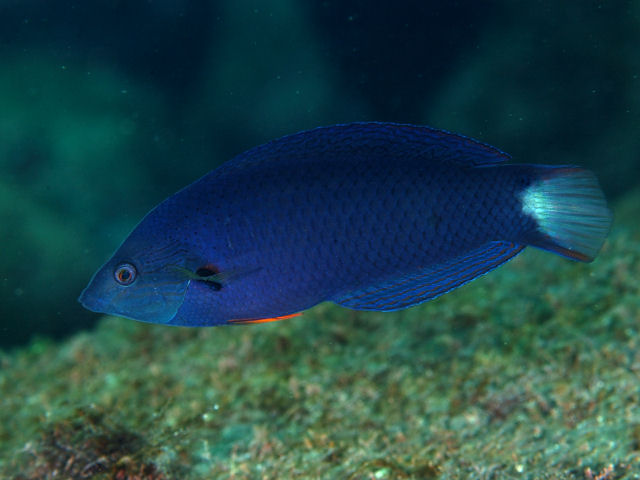
Halichoeres melanochir

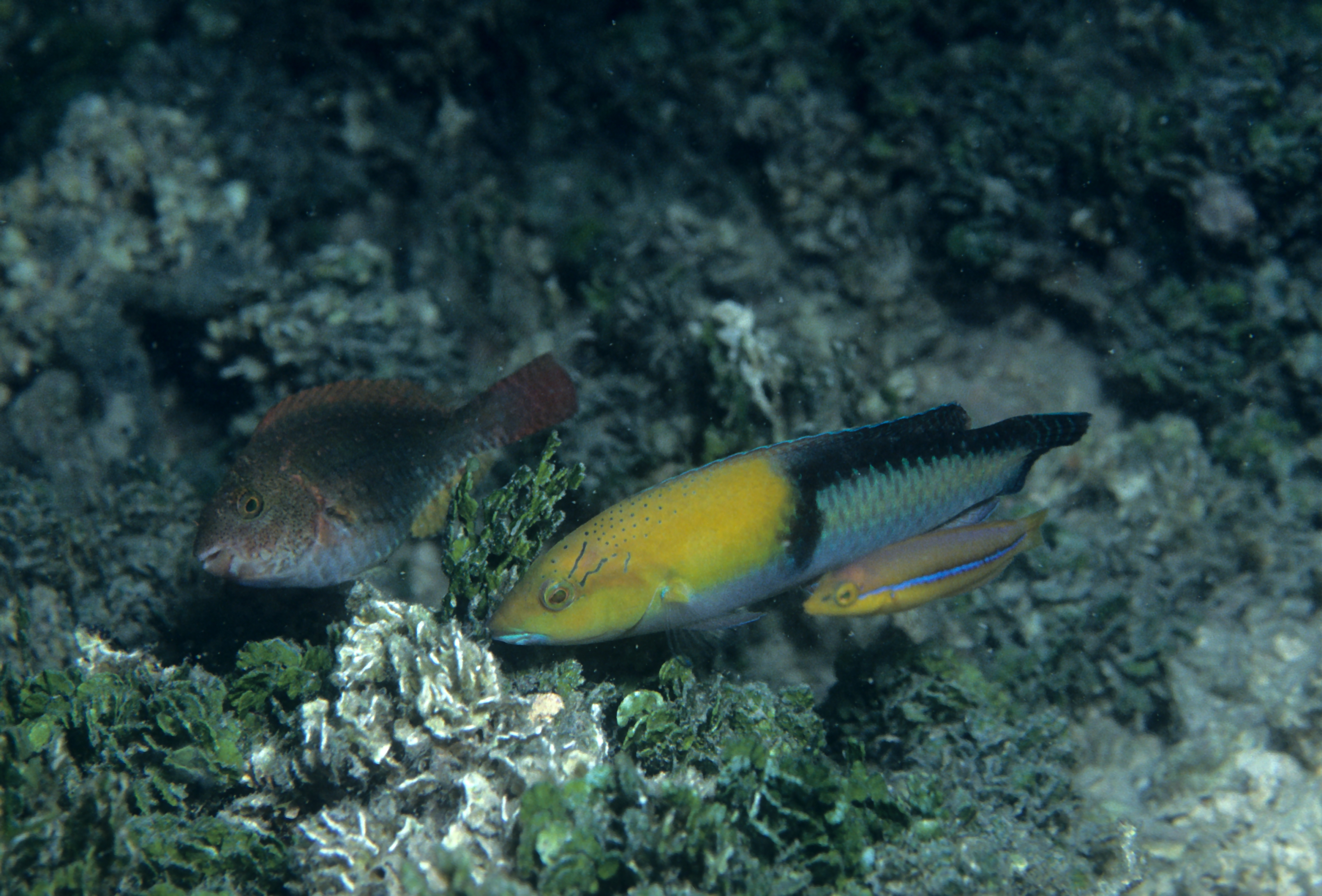
Halichoeres garnoti

Halichoeres Rüppell, 1835 è un genere di pesci di acqua salata appartenenti alla famiglia Labridae.

## Distribuzione
Sono pesci marini che provengono dall'oceano Indiano e dall'oceano Pacifico, più raramente dall'oceano Atlantico occidentale. Di solito vivono nelle barriere coralline, ma Halichoeres aestuaricola si spinge anche in acque salmastre.

## Descrizione
Le specie di questo genere presentano un corpo leggermente compresso lateralmente, abbastanza allungato e di solito non particolarmente alto, con la testa dal profilo appuntito. La livrea è molto variabile, ci sono pesci con una colorazione scura, come H. adustus e H. melas, altri invece sono molto sgargianti, come H. discolor, H. chrysus e H. zulu. 
Le dimensioni variano dai 4,7 cm di H. socialis ai 51 di H. radiatus. La pinna caudale ha il margine solitamente arrotondato, a volte dritto, ma i raggi esterni non sono mai più allungati degli altri e non è mai biforcuta né a forma di rombo. La pinna dorsale e la pinna anale sono sempre basse e piuttosto lunghe, mai particolarmente alte. La lunghezza delle pinne pelviche è variabile.

## Conservazione
La maggior parte di quest specie è classificata dalla lista rossa IUCN come "a rischio minimo" (LC) o "dati insufficienti" (DD), perché non sembrano essere particolarmente minacciati, però altri, come H. malpelo e H. insularis sono stati classificati come "vulnerabile" (VU) perché hanno un areale assai ridotto. 
H. socialis, invece, è classificato come "in pericolo critico" (CR) perché il suo habitat risente molto seriamente delle attività svolte dall'uomo.

## Tassonomia
In questo genere, il più ampio della famiglia, sono riconosciute 82 specie:
- Halichoeres adustus
- Halichoeres aestuaricola
- Halichoeres argus
- Halichoeres bathyphilus
- Halichoeres bicolor
- Halichoeres binotopsis
- Halichoeres biocellatus
- Halichoeres bivittatus
- Halichoeres bleekeri
- Halichoeres brasiliensis
- Halichoeres brownfieldi
- Halichoeres burekae
- Halichoeres caudalis
- Halichoeres chierchiae
- Halichoeres chlorocephalus
- Halichoeres chloropterus
- Halichoeres chrysotaenia
- Halichoeres chrysus
- Halichoeres claudia
- Halichoeres cosmetus
- Halichoeres cyanocephalus
- Halichoeres dimidiatus
- Halichoeres discolor
- Halichoeres dispilus
- Halichoeres erdmanni
- Halichoeres garnoti
- Halichoeres gurrobyi
- Halichoeres hartzfeldii
- Halichoeres hilomeni
- Halichoeres hortulanus
- Halichoeres inornatus
- Halichoeres insularis
- Halichoeres iridis
- Halichoeres kallochroma
- Halichoeres kneri
- Halichoeres lapillus
- Halichoeres leptotaenia
- Halichoeres leucoxanthus
- Halichoeres leucurus
- Halichoeres maculipinna
- Halichoeres malpelo
- Halichoeres margaritaceus
- Halichoeres marginatus
- Halichoeres melanochir
- Halichoeres melanotis
- Halichoeres melanurus
- Halichoeres melas
- Halichoeres melasmapomus
- Halichoeres miniatus
- Halichoeres nebulosus
- Halichoeres nicholsi
- Halichoeres nigrescens
- Halichoeres notospilus
- Halichoeres orientalis
- Halichoeres ornatissimus
- Halichoeres pallidus
- Halichoeres papilionaceus
- Halichoeres pardaleocephalus
- Halichoeres pelicieri
- Halichoeres penrosei
- Halichoeres pictus
- Halichoeres podostigma
- Halichoeres poeyi
- Halichoeres prosopeion
- Halichoeres radiatus
- Halichoeres richmondi
- Halichoeres rubricephalus
- Halichoeres rubrovirens
- Halichoeres salmofasciatus
- Halichoeres sazimai
- Halichoeres scapularis
- Halichoeres semicinctus
- Halichoeres signifer
- Halichoeres socialis
- Halichoeres solorensis
- Halichoeres stigmaticus
- Halichoeres tenuispinis
- Halichoeres timorensis
- Halichoeres trimaculatus
- Halichoeres trispilus
- Halichoeres zeylonicus
- Halichoeres zulu